# Крессуэлл, Аарон
Аарон (Эрон) Уильям Крессуэлл (англ. Aaron William Cresswell; 15 декабря 1989, Ливерпуль, Англия) — английский футболист, защитник клуба «Сток Сити».

## Карьера

### Клубная
Взрослую карьеру начал в клубе «Транмир Роверс». Дебютировал 1 ноября 2008 года в матче 15-го тура Первой лиги (третий дивизион в системе футбольных лиг Англии) против клуба «Милтон-Кинс Донс». Команда Крессуэлла уступила со счётом 0:1.
Летом 2011 года перешёл в клуб «Ипсвич Таун», который выступал на дивизион выше (в Чемпионшипе). Дебютировал за команду 6 августа 2011 года в матче 1-го тура Чемпионшипа против «Бристоль Сити». «Ипсвич» выиграл со счётом 3:0. В своём первом сезоне принял участие в 44-х играх чемпионата. В 2012 году болельщики «Ипсвича» признали Крессуэлла лучшим игроком года. По итогам сезона 2013/2014 вошёл в «Команду года» в Чемпионшипе по версии ПФА.
Летом 2014 года перешёл в «Вест Хэм Юнайтед», выступающий в высшем дивизионе чемпионата Англии — Премьер-лиге. В своём первом сезоне в клубе сыграл во всех 38-ми матчах чемпионата. По итогам сезона 2014/15 получил награду «Молотобоец года», вручаемую лучшему игроку «Вест Хэма». В сезоне 2015/16 сыграл 37 матчей в чемпионате и забил 2 гола. В сезоне 2016/17 сыграл 26 матчей в чемпионате. В сезоне 2017/18 сыграл 36 матчей и забил 1 гол в чемпионате. В сезоне 2018/19 сыграл 20 матчей в чемпионате.

### В сборной
15 ноября 2016 года дебютировал за сборную Англии в товарищеском матче против команды Испании.

## Матчи за сборную
| Матчи и голы Крессуэлла за сборную Англии | Матчи и голы Крессуэлла за сборную Англии | Матчи и голы Крессуэлла за сборную Англии | Матчи и голы Крессуэлла за сборную Англии | Матчи и голы Крессуэлла за сборную Англии | Матчи и голы Крессуэлла за сборную Англии | Матчи и голы Крессуэлла за сборную Англии |
| ----------------------------------------- | ----------------------------------------- | ----------------------------------------- | ----------------------------------------- | ----------------------------------------- | ----------------------------------------- | ----------------------------------------- |
| №                                         | Дата                                      | Соперник                                  | Счёт                                      | Голы                                      | Соревнование                              |                                           |
| 1                                         | 15 ноября 2016                            | Испания                                   | 2:2                                       | —                                         | Товарищеский матч                         |                                           |
| 2                                         | 13 июня 2017                              | Франция                                   | 2:3                                       | —                                         | Товарищеский матч                         |                                           |
| 3                                         | 8 октября 2017                            | Литва                                     | 1:0                                       | —                                         | Отборочные матчи ЧМ-2018                  |                                           |

Итого: 3 игры / 0 голов; 1 победа, 1 ничья, 1 поражение.

## Достижения
«Вест Хэм Юнайтед»
- Победитель Лиги конференций УЕФА: 2022/23